# Lista fizyków cząstek
Poniższa lista przedstawia fizyków cząstek elementarnych ułożonych chronologicznie, według daty urodzenia. Nie uwzględniono tych zajmujących się głównie teorią strun – im poświęcono osobny spis.
| imiona i nazwiska          | ur.  | zm.   | uwagi                                    |
| -------------------------- | ---- | ----- | ---------------------------------------- |
| Joseph John Thomson        | 1856 | 1940  | Nagroda Nobla w dziedzinie fizyki (1906) |
| Robert Millikan            | 1868 | 1953  | Nagroda Nobla w dziedzinie fizyki (1923) |
| Ernest Rutherford          | 1871 | 1937  | Nagroda Nobla w dziedzinie chemii (1908) |
| Clinton Joseph Davisson    | 1881 | 1958  | Nagroda Nobla w dziedzinie fizyki (1937) |
| James Chadwick             | 1891 | 1974  | Nagroda Nobla w dziedzinie fizyki (1935) |
| George Thomson             | 1892 | 1975  | Nagroda Nobla w dziedzinie fizyki (1937) |
| Lester Germer              | 1896 | 1971  |                                          |
| Wolfgang Pauli             | 1900 | 1958  | Nagroda Nobla w dziedzinie fizyki (1945) |
| Enrico Fermi               | 1901 | 1954  | Nagroda Nobla w dziedzinie fizyki (1938) |
| Paul Dirac                 | 1902 | 1984  | Nagroda Nobla w dziedzinie fizyki (1933) |
| Carl David Anderson        | 1905 | 1991  | Nagroda Nobla w dziedzinie fizyki (1936) |
| Emilio Segrè               | 1905 | 1989  | Nagroda Nobla w dziedzinie fizyki (1959) |
| Ettore Majorana            | 1906 | 1959? |                                          |
| Hideki Yukawa              | 1907 | 1981  | Nagroda Nobla w dziedzinie fizyki (1949) |
| Luis Walter Alvarez        | 1911 | 1988  | Nagroda Nobla w dziedzinie fizyki (1968) |
| Chien-Shiung Wu            | 1912 | 1997  |                                          |
| Raymond Davis              | 1914 | 2006  | Nagroda Nobla w dziedzinie fizyki (2002) |
| Frederick Reines           | 1918 | 1998  | Nagroda Nobla w dziedzinie fizyki (1995) |
| Owen Chamberlain           | 1920 | 2006  | Nagroda Nobla w dziedzinie fizyki (1959) |
| Clyde Cowan                | 1920 | 1974  |                                          |
| Jack Steinberger           | 1921 | 2020  | Nagroda Nobla w dziedzinie fizyki (1988) |
| Yoichiro Nambu             | 1921 | 2015  | Nagroda Nobla w dziedzinie fizyki (2008) |
| Leon Lederman              | 1922 | 2018  | Nagroda Nobla w dziedzinie fizyki (1988) |
| Chen Ning Yang             | 1922 |       | Nagroda Nobla w dziedzinie fizyki (1957) |
| Val Fitch                  | 1923 | 2015  | Nagroda Nobla w dziedzinie fizyki (1980) |
| Georges Charpak            | 1924 | 2010  | Nagroda Nobla w dziedzinie fizyki (1992) |
| Simon van der Meer         | 1925 | 2011  | Nagroda Nobla w dziedzinie fizyki (1984) |
| Kazuhiko Nishijima         | 1926 | 2009  |                                          |
| Abdus Salam                | 1926 | 1996  | Nagroda Nobla w dziedzinie fizyki (1979) |
| Masatoshi Koshiba          | 1926 | 2020  | Nagroda Nobla w dziedzinie fizyki (2002) |
| Tsung-Dao Lee              | 1926 |       | Nagroda Nobla w dziedzinie fizyki (1957) |
| Henry Kendall              | 1926 | 1999  | Nagroda Nobla w dziedzinie fizyki (1990) |
| Martin Perl                | 1927 | 2014  | Nagroda Nobla w dziedzinie fizyki (1995) |
| Murray Gell-Mann           | 1929 | 2019  | Nagroda Nobla w dziedzinie fizyki (1969) |
| Peter Higgs                | 1929 |       | Nagroda Nobla w dziedzinie fizyki (2013) |
| Richard E. Taylor          | 1929 | 2018  | Nagroda Nobla w dziedzinie fizyki (1990) |
| Jerome I. Friedman         | 1930 |       | Nagroda Nobla w dziedzinie fizyki (1990) |
| Martinus J.G. Veltman      | 1931 | 2021  | Nagroda Nobla w dziedzinie fizyki (1999) |
| James Cronin               | 1931 | 2016  | Nagroda Nobla w dziedzinie fizyki (1980) |
| Burton Richter             | 1931 | 2018  | Nagroda Nobla w dziedzinie fizyki (1976) |
| François Englert           | 1932 |       | Nagroda Nobla w dziedzinie fizyki (2013) |
| Melvin Schwartz            | 1932 | 2006  | Nagroda Nobla w dziedzinie fizyki (1988) |
| Sheldon Lee Glashow        | 1932 |       | Nagroda Nobla w dziedzinie fizyki (1979) |
| Steven Weinberg            | 1933 | 2021  | Nagroda Nobla w dziedzinie fizyki (1979) |
| Andrzej Kajetan Wróblewski | 1933 |       |                                          |
| Carlo Rubbia               | 1934 |       | Nagroda Nobla w dziedzinie fizyki (1984) |
| Samuel Ting                | 1936 |       | Nagroda Nobla w dziedzinie fizyki (1976) |
| George Zweig               | 1937 |       |                                          |
| Toshihide Masukawa         | 1940 | 2021  | Nagroda Nobla w dziedzinie fizyki (2008) |
| David Gross                | 1941 |       | Nagroda Nobla w dziedzinie fizyki (2004) |
| Stefan Pokorski            | 1942 |       |                                          |
| Arthur B. McDonald         | 1943 |       | Nagroda Nobla w dziedzinie fizyki (2015) |
| Makoto Kobayashi           | 1944 |       | Nagroda Nobla w dziedzinie fizyki (2008) |
| Gerardus ’t Hooft          | 1946 |       | Nagroda Nobla w dziedzinie fizyki (1999) |
| Hugh David Politzer        | 1949 |       | Nagroda Nobla w dziedzinie fizyki (2004) |
| Frank Wilczek              | 1951 |       | Nagroda Nobla w dziedzinie fizyki (2004) |
| Leszek Roszkowski          | 1956 |       |                                          |
| Takaaki Kajita             | 1959 |       | Nagroda Nobla w dziedzinie fizyki (2015) |